# Sophronica rufofemoralis
Sophronica rufofemoralis är en skalbaggsart som beskrevs av Stefan von Breuning 1969. Sophronica rufofemoralis ingår i släktet Sophronica och familjen långhorningar. Inga underarter finns listade i Catalogue of Life.